# Afrikanska mästerskapen i friidrott 1988
1988 års  Afrikanska mästerskap i friidrott arrangerades 29 augusti till 2 september  i  Annaba, Algeriet. 
Tävlingarna omfattade 23 grenar för herrar och 18 för damer. 341 tävlande från 30 länder deltog.

## Resultat

### Herrar
100 meter

1 John Myles-Mills, Ghana, 10,25

2 Charles-Louis Seck,  Senegal, 10,29

3 Iziak Adeyanju, Nigeria, 10,34

200 meter

1 Davidson Ezinwa, Nigeria, 20,97

2 Emmanuel Tuffour, Ghana, 21,00

3 Mustapha Kamel Selmi, Algeriet, 21,21

400 meter

1 Innocent Egbunike, Nigeria, 45,43

2 Gabriel Tiacoh,  Elfenbenskusten, 45,86

3 Moses Ugbusien, Nigeria, 46,04

800 meter

1 Babacar Niang, Senegal, 1.46,99

2 Getahun Ayana, Etiopien, 1.47,46

3 Ahmed Belkessam, Algeriet, 1.47,49

1 500 meter

1 Getahun Ayana, Etiopien, 3.42,77

2 Mahmoud Kalboussi, Tunisien, 3.43,44

3 Mustapha Lachaal, Marocko, 3.43,48

5 000 meter

1 Brahim Boutayeb, Marocko, 13.49,69

2 Haji Bulbula, Etiopien, 13.50,08

3 Mohamed Issangar, Marocko, 14.02,25

10 000 meter

1 Brahim Boutayeb, Marocko, 28.55,28

2 Haji Bulbula, Etiopien, 29.04,65

3 Mohamed Choumassi, Marocko, 29.30,59

Maraton

1 Dereje Nedi, Etiopien, 2:27.51

2 Allaoua Khélil, Algeriet, 2:28.11

3 Kebede Balcha, Etiopien, 2:29.04

3 000 meter hinder

1 Azzedine Brahmi, Algeriet, 8.26,56

2 Abdelaziz Sahere, Marocko, 8.27,30

3 Kamel Benlakhlef, Algeriet, 8.38,21

110 meter häck

1 Noureddine Tadjine, Algeriet, 14,33

2 Marcellin Dally, Elfenbenskusten, 14,35

3 Zouhair Khazine, Marocko, 14,46

400 meter häck

1 Amadou Dia Ba, Senegal, 48,81

2 Henry Amike, Nigeria, 49,36

3 Hamidou Mbaye, Senegal, 50,27

Höjdhopp

1 Boubacar Guèye, Senegal, 2,16

2 Paul Ngadjadoum, Tchad, 2,16

3 Fred Salle, Kamerun, 2,13

Stavhopp

1 Choukri Abahnini, Tunisien, 4,90

2 Mejdi Drine, Tunisien, 4,80

3 Samir Agsous, Algeriet, 4,80

Längdhopp

1 Yusuf Alli, Nigeria, 7,78

2 Fred Salle, Kamerun, 7,53

3 Lotfi Khaïda, Algeriet, 7,51

Tresteg

1 António Santos, Angola, 16,43

2 Lotfi Khaïda, Algeriet, 16,22w

3 Fethi Khelid Aboud, Libyen, 16,00

Kula

1 Ahmed Mohamed Ashoush, Egypten, 19,40

2 Ahmed Kamel Shata, Egypten, 19,00

3 Adewale Olukoju, Nigeria, 17,70

Diskus

1 Adewale Olukoju, Nigeria, 62,12

2 Hassan Ahmed Hamad, Egypten, 55,94

3 Yacine Louail, Algeriet, 47,72

Slägga

1 Hakim Toumi, Algeriet, 69,06

2 Djamel Zouiche, Algeriet, 63,92

3 Sherif Farouk El Hennawi, Egypten, 59,28

Spjut

1 Justin Arop, Uganda, 74,52

2 Tarek Chaabani, Tunisien, 67,50

3 Samir Ménouar, Algeriet, 64,62

Tiokamp

1 Mahmoud Aït Ouhamou, Algeriet, 7 160

2 Mourad Mahour Bacha,  Algeriet, 7 128

3 Abdennacer Moumen, Marocko, 7 051

20 km gång, landsväg

1 Mohamed Bouhalla, Algeriet1:27.43

2 Abdelwahab Ferguène, Algeriet, 1:34.07

3 Arezki Boumrar, Algeri, 1:41.46

4 x 100 meter

1 Nigeria, 39,27

2 Ghana, 39,44

3 Senegal, 39,66

4 x 400 meter

1 Etiopien, 3.07,11

2 Elfenbenskusten, 3.08,45

3 Burundi, 3.09,11

### Damer
100 meter

1 Mary Onyali, Nigeria, 11,25

2 Falilat Ogunkoya, Nigeria, 11,51

3 Lalao Ravaonirina, Madagaskar, 11,54

200 meter

1 Falilat Ogunkoya, Nigeria, 23,33w

2 Martha Appiah, Ghana, 23,72w

3 Veronica Bawuah, Ghana, 24,35w

400 meter

1 Airat Bakare, Nigeria, 52,15

2 Célestine N'Drin, Elfenbenskustem, 52,77

3 Mercy Addyl, Ghana, 52,8

800 meter

1 Hassiba Boulmerka, Algeriet, 2.06,16

2 Maria de Lurdes Mutola, Moçambique, 2.06,55

3 Sheila Seebaluck, Mauritius, 2.08,26

1 500 meter

1 Hassiba Boulmerka, Algeriet, 4.12,14

2 Fatima Aouam, Marocko, 4.12,57

3 Getenesh Urge, Etiopien, 4.17,61

3 000 meter

1 Fatima Aouam, Marocko, 8.59,19

2 Josiane Boullé, Mauritius, 9.14,37

3 Tigist Moreda, Etiopien, 9.15,92

10 000 meter

1 Marcianne Mukamurenzi, Rwanda, 33.03,98

2 Hassania Darami, Marocko, 33.41,75

3 Malika Benhabylès, Algeriet, 35.41,80

100 meter häck

1 Maria Usifo, Nigeria, 13,71

2 Dinah Yankey, Ghana, 13,94

3 Yasmina Azzizi, Algeriet, 14,08

400 meter häck

1 Maria Usifo, Nigeria, 56,74

2 Ruth Kyalisima, Uganda, 57,32

3 Marie Womplou, Elfenbenskusten, 57,60

Höjdhopp

1 Lucienne N'Da, Elfenbenskusten, 1,80

2 Constance Senghor, Senegal, 1,68

3 Salimata Coulibaly, Elfenbenskusten, 1,68

Längdhopp

1 Juliana Yendork, Ghana, 5,70

2 Néné Sangharé,  Senegal, 5,68w

3 Fatou Tambédou, Senegal, 5,56w

Kula

1 Hanan Ahmed Khaled, Egypten, 15,02

2 Souad Malloussi, Marocko, 14,85

3 Jeanne Ngo Minyemeck, Kamerun, 13,92

Diskus

1 Grace Apiafi,  Nigeria, 50,60

2 Hanan Ahmed Khaled, Egypten, 47,58

3 Zoubida Laayouni, Marocko, 47,50

Spjut

1 Yasmina Azzizi,  Algeriet, 48,82

2 Samia Djémaa, Algeriet, 45,74

3 Schola Mujawamaria, Uganda, 44,86

Sjukamp

1 Yasmina Azzizi, Algeriet, 5 740

2 Marie-Lourdes Ally Samba,  Mauritius, 4 821

3 Huda Hashem Ismail,  Egypten, 4 289

5 000 meter gång, bana

1 Sabiha Mansouri,  Algeriet, 25.51,70

2 Dalila Frihi, Algeriet, 27.06,20

3 Kheïra Sadat,  Algeriet, 29.19,30

4 x 100 meter

1 Ghana, 44,68

2 Elfenbenskusten, 45,59

3 Senegal, 46,45

4 x 400 meter

1  Uganda, 3.37,74

2  Elfenbenskusten, 3.38,30

3  Marocko, 3.50,25

## Medaljfördelning
| Plac | Nation          |    |    |   | Totalt |
| ---- | --------------- | -- | -- | - | ------ |
| 1    | Nigeria         | 11 | 10 | 3 | 24     |
| 2    | Kenya           | 7  | 5  | 7 | 19     |
| 3    | Marocko         | 5  | 2  | 6 | 13     |
| 4    | Algeriet        | 4  | 4  | 4 | 12     |
| 5    | Senegal         | 4  | 2  | 2 | 8      |
| 6    | Etiopien        | 3  | 3  | 3 | 9      |
| 7    | Egypten         | 2  | 3  | 2 | 7      |
| 8    | Uganda          | 2  | 1  | 1 | 4      |
| 9    | Elfenbenskusten | 1  | 6  | 2 | 9      |
| 10   | Tunisien        | 1  | 3  | 0 | 4      |
| 11   | Rwanda          | 1  | 0  | 0 | 1      |
|      | Angola          | 1  | 0  | 0 | 1      |
| 13   | Mauritius       | 0  | 2  | 1 | 3      |
| 14   | Kamerun         | 0  | 1  | 2 | 3      |
| 15   | Moçambique      | 0  | 1  | 0 | 1      |
|      | Tchad           | 0  | 1  | 0 | 1      |
| 17   | Madagaskar      | 0  | 0  | 1 | 1      |
|      | Libyen          | 0  | 0  | 1 | 1      |
|      | Burundi         | 0  | 0  | 1 | 1      |